# Кака (Туркменистан)
Кака (туркм. Kaka) — город, административный центр Какинского этрапа Ахалского велаята Туркменистана.

## История
В конце XIX века назывался Каахк и был заштатным городом Тедженского уезда Закаспийской области, являясь административным центром Атекского оазиса.
В 1918 году около Каахка произошли боевые столкновения ташкентских большевиков с закаспийскими меньшевиками и британскими интервентами.
В 1930-е годы носил название Гинцбург. Был посёлком городского типа и являлся центром Каахкинского района Ашхабадской области Туркменской ССР. 5 мая 1993 года посёлок Каахка переименован в Кака.
29 апреля 2016 года посёлку присвоен статус города на правах этрапа. 5 января 2018 года постановлением Парламента Туркменистана статус Кака изменён с города с правами этрапа на город в составе этрапа.

## География
Расположен у подножия Копетдага в 129 км юго-восточнее Ашхабада. Станция на железной дороге Ашхабад — Мары.

## Население

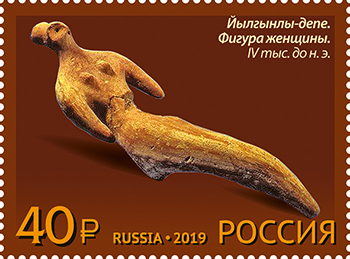
Фигура женщины. IV тыс. до н. э. Йылгынлы-депе. Каракумская экспедиция ИИМК РАН

В городе в 1897 году проживал 701 человек, в том числе: 38 % — великороссы; 27 % — малороссы; 17 % — персы; 7 % — туркмены; 5 % — армяне; 2 % — поляки; 2 % — татары.
| Год       | 1959 | 1970 | 1979 | 1989   | 2009   | 2022   |
| --------- | ---- | ---- | ---- | ------ | ------ | ------ |
| Население | 4854 | 8628 | 9530 | 13 707 | 19 925 | 33 315 |

## Промышленность
В Каахке находился хлопкоочистительный завод.

## Достопримечательности
Около Кака на территории историко-культурного заповедника «Абиверд» находятся развалины средневекового города Абиверд и памятник эпохи энеолита (медно-каменного века) Йылгынлы-депе.